# Serguéi Semiónov
Serguéi Víktorovich Semiónov (en ruso: Сергей Викторович Семёнов; Tula, 10 de agosto de 1995) es un deportista ruso que compite en lucha grecorromana.
Participó en dos Juegos Olímpicos de Verano, obteniendo dos medallas de bronce, en Río de Janeiro 2016 y Tokio 2020, ambas en la categoría de 130 kg. En los Juegos Europeos de Minsk 2019 obtuvo una medalla de bronce en la misma categoría.
Ganó una medalla de oro en el  Campeonato Mundial de Lucha de 2018 y tres medallas en el Campeonato Europeo de Lucha entre los años 2019 y 2025.

## Palmarés internacional
| Juegos Olímpicos   | Juegos Olímpicos        | Juegos Olímpicos  | Juegos Olímpicos |
| Año                | Lugar                   | Medalla           | Categoría        |
| ------------------ | ----------------------- | ----------------- | ---------------- |
| 2016               | Río de Janeiro (Brasil) | Medalla de bronce | 130 kg           |
| 2020               | Tokio (Japón)           | Medalla de bronce | 130 kg           |
| Campeonato Mundial |                         |                   |                  |
| Año                | Lugar                   | Medalla           | Categoría        |
| 2018               | Budapest (Hungría)      | Medalla de oro    | 130 kg           |
| Juegos Europeos    |                         |                   |                  |
| Año                | Lugar                   | Medalla           | Categoría        |
| 2019               | Minsk (Bielorrusia)     | Medalla de bronce | 130 kg           |
| Campeonato Europeo |                         |                   |                  |
| Año                | Lugar                   | Medalla           | Categoría        |
| 2019               | Bucarest (Rumania)      | Medalla de bronce | 130 kg           |
| 2024               | Bucarest (Rumania)      | Medalla de oro    | 130 kg           |
| 2025               | Bratislava (Eslovaquia) | Medalla de oro    | 130 kg           |